# Max-Eyth-Denkmünze
Die Max-Eyth-Denkmünze wird seit 1896 von der Deutschen Landwirtschaftsgesellschaft (DLG) verliehen. Namensgeber ist der Gründungspräsident der DLG Max Eyth, dem die Ehrung bei seinem Ausscheiden aus dem Vorstand zukam. Mit der Denkmünze wird seitdem langjähriges Engagement in den Gremien der DLG ausgezeichnet. Die Auszeichnungen werden in der Ausführung Gold, Silber und Bronze vergeben und die Namen der geehrten Personen in den Jahresberichten der DLG publiziert.

## Bekannte Ausgezeichnete (Auswahl)
Goldmünze
- Max Eyth 1896
- Adolf Köppe
- Curt Böhme, 1958
- Andreas Hermes, 1958
- Arthur Hanau, 1968
- Franz Gerauer, 1970
- Wilhelm Douglas, 1972
- Josef Ertl, 1991
- Günter Flessner, 1997
- Dietrich Rieger, 2004
- Friedrich Kuhlmann, 2006
- Philip Freiherr von dem Bussche, 2006
- Josef Boxberger, Wien 2011
- Klaus Malinowsky, Nieder-Olm, 2013
- Helmut Ehlen, 2015
- Achim Stiebing, 2017
- Carl-Albrecht Bartmer, 2018
- René Döbelt, 2024
- Hubert Spiekers, 2025[2]

Silbermünze
- Adolf Köppe
- Heino Messerschmidt
- Hubert Reuter
- Josef Kreilinger, 1995
- Karlheinz Köller, 2005
- Manfred Köhne, 2008
- Jürgen Rimpau, 2010
- Martin Umbau, Oschatz 2010
- Heinz-Michael Anger, Berlin 2010
- Michael Quinckhardt, Warendorf, 2011
- Wolf-Rüdiger Stenzel, 2011
- Heinrich Becker, Braunschweig 2011
- Helmut Steinkamp, Oldenburg, 2021[3]
- Josef Horstmann, Spelle, 2022[4]
- Steffen Pache, Köllitsch 2022[5]
- Matthias Upmann 2023[6]
- Bernhard Haidn 2024[7]
- Rudolf Kaiser 2025[8]

Bronzemünze